# Immortalized (Spice 1)
Immortalized è il sesto album in studio del rapper statunitense Spice 1, pubblicato nel 1999.

## Tracce
1. Intro Skit
2. What the Fuck? (feat. Noreaga)
3. Thug Poetry (feat. Saafir)
4. Suckas Do What They Can (Real Playaz) (feat. Roger Troutman, Too Short & Yukmouth)
5. U Can't Fade Me Skit
6. U Can't Fade Me
7. Club Skit
8. Can I Hit It?
9. High Powered
10. Killerfornia
11. News Flash Skit
12. Gone with the Wind
13. Too Deep in the Game (feat. Spook Thee Man)
14. Make Sure They Bleed
15. Ride Fo' Mine (feat. Half a Mill & Ike Dirty)
16. Street Skit
17. Immortalized
18. Fuck the World (feat. Den Fen of 187 Fac & Young Kyoz)
19. Droopy Skit
20. 187 Proof (2 Thougin')
21. Ride wit' Me